# Бударин, Николай Петрович
Бударин Николай Петрович (1910—1943) — советский офицер, участник Советско-финской войны и Великой Отечественной войны, командир 241-го гвардейского стрелкового полка 75-й гвардейской стрелковой дивизии 30-го стрелкового корпуса 60-й армии Центрального фронта, гвардии подполковник, Герой Советского Союза (1943) .

## Биография
Родился 19 мая 1910 года на станции Чакино (ныне Ржаксинский район Тамбовской области) в семье рабочего. В 1914 году семья его переехала в г. Омск. Окончил семь классов школы, работал грузчиком, возчиком, учеником продавца, окончил курсы монтёров.
В 1928 году вступил в комсомол, с энтузиазмом занимался общественной работой, проявил незаурядные организаторские способности и был избран секретарём комсомольской ячейки. Был страстным физкультурником, призёром Сибирского военного округа по фигурному катанию на коньках, чемпионом Сибири по нескольким видам спорта, занимался альпинизмом. В 1929 году возглавил Ново-Омский (впоследствии Кировский) райсовет физкультуры.
Прошёл срочную службу в Красной Армии в 1932-34 гг. После срочной службы окончил Военно-политические курсы и был аттестован политруком запаса. Руководил Омским городским и областным советами физкультуры, много сделал для того, чтобы спортивная организация Омской области стала одной из сильнейших в Сибири.
С 1938 года член КПСС, был на ответственной комсомольской и партийной работе. Учился в Омском сельскохозяйственном техникуме до 1939 года, когда с началом Советско-финской войны добровольно вступил в лыжный батальон.

## В период Советско-финской войны
В должности политрука лыжного батальона, сформированного из добровольцев г. Омска, Н. П. Бударин отлично проявил себя в боях на Карельском перешейке. По окончании военных действий возвратился в Омск, прошёл курсы переподготовки офицерского состава в Омском пехотном училище (1939 год). Был назначен начальником Омского гарнизонного Дома Красной Армии и за полгода выводит его в число лучших по Сибирскому военному округу.

## В годы Великой Отечественной войны
Великую Отечественную войну Н. П. Бударин встретил в должности заведующего военным отделом районного комитета ВКП(б) в г. Омске. 22 июня 1941 года он пишет в рапорте: «Прошу отправить меня на фронт. Вместе со мной добровольцем пойдет мой младший брат». В действующей армии с начала войны. По некоторым данным, был политработником, участвовал в битве под Москвой.
В сентябре 1942 года майор Н. П. Бударин командует 1-м стрелковым батальоном 241-го стрелкового полка 95-й стрелковой дивизии. Участвует в боях по защите г. Сталинграда, где проявил себя смелым, храбрым, мужественным командиром и был награждён орденом Красного знамени.
Командир полка майор Селимов написал в наградном листе:

22 декабря 1942 года, действуя штурмовыми группами, очистил от противника берег Волги и соединился с окруженной немцами 138 стрелковой дивизией, при этом было захвачено 14 ДЗОТов, 26 блиндажей, 9 пулеметов, 140 винтовок, пленные. Было убито до 150 гитлеровцев. С 10-го по 13 января 1943 года, выполняя поставленную боевую задачу, организовал и лично водил свои подразделения в атаку, занял сильно укрепленный узел сопротивления противника. При этом было захвачено 17 ДЗОТов, более 40 блиндажей, 24 пулемета, минометы, пленные. Лично в этом бою захватил один ДЗОТ, 2 пулемета, убил 10 вражеских солдат и офицеров, а также взял в плен 4-х солдат противника.
За оборону Сталинграда 95-й стрелковой дивизии, было присвоено наименование 75-й гвардейской, гвардейским стал и 241-й стрелковый полк, а гвардии подполковник Бударин — его командиром.
В битве на Курской дуге 241-й гвардейский стрелковый полк действовал в районе Поныри-Ольховатка, сначала отражая массированное немецкое наступление с применением большого количества танков, а затем участвуя в разгроме и преследовании противника. За боевые действия на Курской дуге, образцовое выполнение боевых заданий и проявленные при этом мужество и героизм приказом 13 Армии № 88/н от 17.7.43 года Бударин Н. П. был награждён вторым орденом Красного Знамени.
Осенью 1943 года гв. подполковник Бударин Н. П. командует 241-м гвардейским стрелковым полком 75-й гвардейской стрелковой дивизии, который отличился при форсировании реки Днепр севернее Киева, в боях при захвате и удержании плацдарма в районе сел Глебовка и Ясногородка (Вышгородский район Киевской области) на правом берегу Днепра. В наградном листе командир дивизии гвардии генерал-майор Горишний В. А. написал:

Подполковник Бударин при форсировании реки Днепр проявил образцы мужества, храбрости и умения командовать полком в усложненных условиях.
23.9.43 года умело используя время и обстановку, создавшуюся в результате форсирования реки Днепр подразделениями 212-го гв. стрелкового полка, произвел переправу личного состава полка и артиллерии на западный берег реки Днепр в районе Тарасовичи. Дабы выиграть время, подполковник Бударин отдает приказ форсировать старое русло Днепра вброд и лично руководит переправой.
На западном берегу переправляющиеся бойцы и офицеры были встречены частями немцев и, не успев одеться, приняли жестокий рукопашный бой, в результате которого противник, понеся большие потери, откатился.

Подразделения полка, разбив противника, закрепились на западном берегу и обеспечили форсирование реки Днепр остальными подразделениями дивизии, невзирая на контратаки немцев и жестокую бомбардировку и обстрел немецкими самолетами боевых порядков и переправы.
Указом Президиума Верховного Совета СССР от 17 октября 1943 года за успешное форсировании реки Днепр севернее Киева, прочное закрепление плацдарма на западном берегу реки Днепр и проявленные при этом мужество и геройство гвардии подполковнику Бударину Николаю Петровичу присвоено звание Героя Советского Союза с вручением ордена Ленина и медали «Золотая Звезда».
В письме родным Николай Петрович написал:

Дорогие мои! В моей жизни большое событие… Мне присвоено звание Героя Советского Союза. Это высшая честь для меня и для нашей семьи. Это звание обязывает меня вложить ещё больше усилий и храбрости в дело разгрома врага. И вы можете не сомневаться, что это будет сделано.
Славная стала наша фамилия и мы, все три брата, не опозорили её перед Родиной. Славный у меня полк, славные люди в полку и я горжусь ими — днепровскими героями.
Мы росли на Иртыше, но мы прекрасно знаем Десну и Днепр. Враги в этом убедились достаточно. Радостный день для меня! Грудь сына простого рабочего и прислуги, грудь бывшего грузчика и возчика украшают два ордена Красного Знамени, орден Ленина, Золотая Звезда и медаль «За оборону Сталинграда». И я эту грудь, если надо, за любимую Родину подставлю под пули.
Бои продолжаются. Мы бьём фашистов на Украине и мы очистим родную землю от этой нечисти.
Через несколько дней, 6 ноября 1943 года в бою за с. Фелициаловка (ныне Здвижевка), поднимая бойцов в атаку, Н. П. Бударин был смертельно ранен. Умер 9 ноября в Дымере и был с воинскими почестями похоронен в парке возле восьмилетней школы. В 1966 году в связи со строительством перезахоронен в братской могиле воинов 75-й гвардейской стрелковой дивизии, павших при освобождении Дымера, находящейся в сквере в центре города.

## Награды

Памятник на братской могиле в Дымере, где похоронен Н. П. Бударин.

- медаль «Золотая Звезда» № ---- Героя Советского Союза (17 октября 1943)
- орден Ленина
- два орден Красного Знамени
- медали

## Память
- На братской могиле в Дымере, где похоронен Н. П. Бударин, установлен памятник и мемориальная доска[10] .
- В Омске улица, на которой жил Н. П. Бударин, названа его именем[11] и установлена мемориальная доска[12] .
- Его именем названы школы в Омске и Дымере. В школе № 105 Омска организован военно-патриотический клуб «Бударинец»[13] и установлена мемориальная доска[14].
- В Омске проводятся чемпионат и первенство города по лыжным гонкам, посвящённые памяти Героя Советского Союза Н. П. Бударина, ставшие традиционными[15] .
- В учебном центре Сухопутных войск Вооружённых сил Украины «Десна» установлен бюст Героя.
- Приказом МО СССР № 102 от 23.04.1975 г. Бударин Н. П. навечно зачислен в списки войсковой части.